# Hypena iconicalis
Hypena iconicalis là một loài bướm đêm trong họ Erebidae.

## Hình ảnh

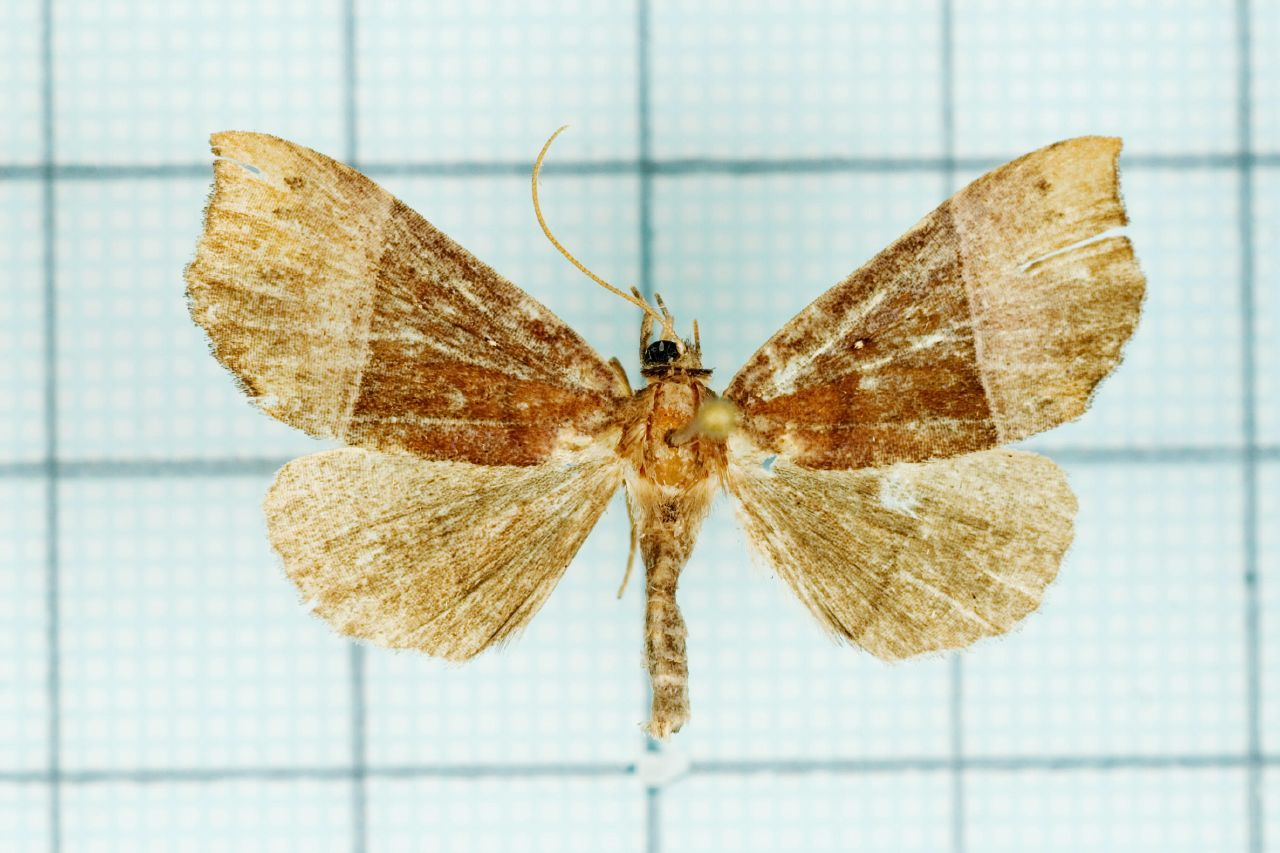
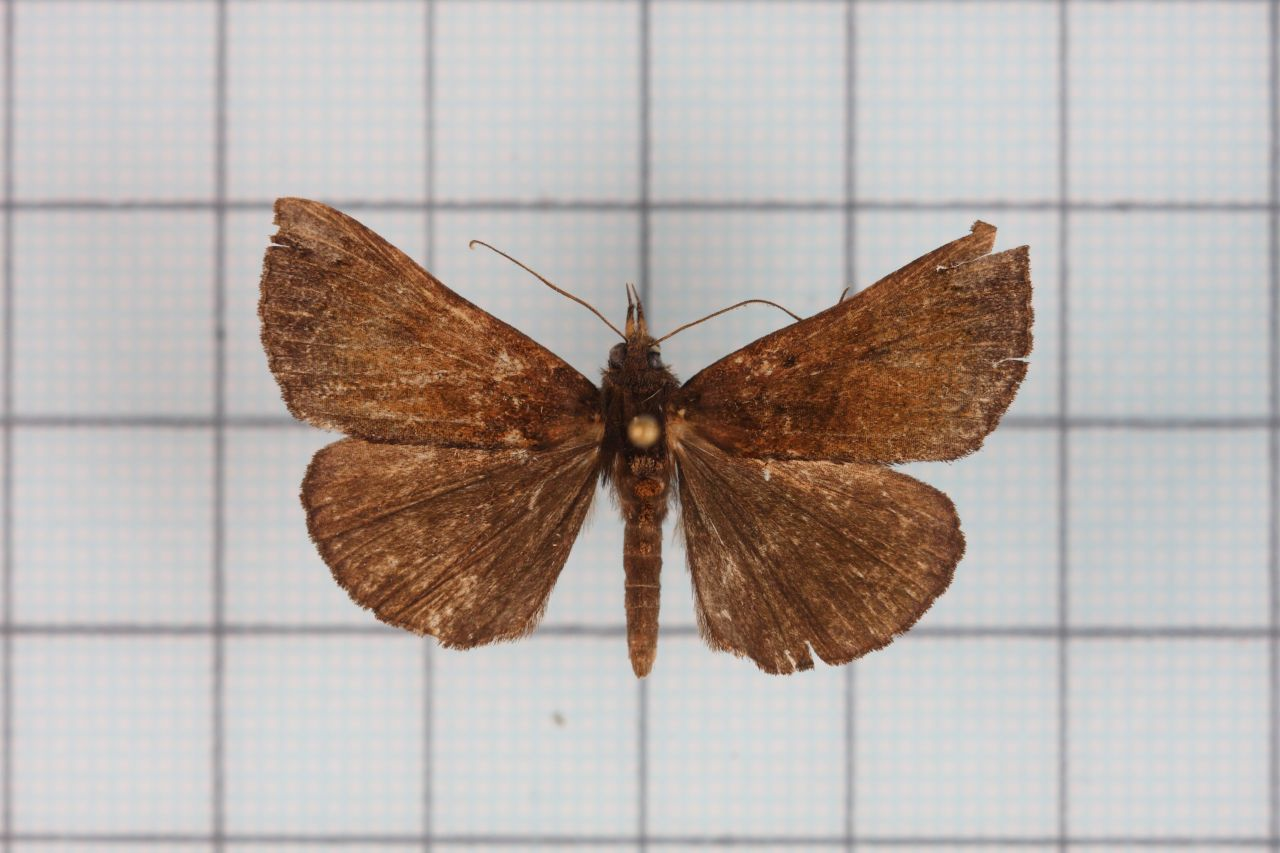